# Nom de génération
Le nom de génération (diversement : en chinois : 字輩 ; pinyin : zìbèi ; pe̍h-ōe-jī : chū-pòe ou chinois : 班次 ; pinyin : bāncì ; cantonais Jyutping : baan1 ci3 ; pe̍h-ōe-jī : pan-chhù ; en vietnamien : tự bối, ban thứ ou tên thế hệ ; en coréen hangeul : 돌림자 ; hanja : 돌림字 ; RR : dollimja ou hangeul : 항렬자 ; hanja : 行列字 ; RR : hangnyeolja) est l'un des caractères d'un prénom traditionnel chinois, vietnamien et coréen, et est ainsi appelé parce que chaque membre d'une génération (les frères et sœurs et les cousins paternels de la même génération) partagent ce caractère.

## Poème de génération
La séquence des noms de génération est généralement prescrite et enregistrée par un poème de génération (en chinois 班次聯, bāncì lián, ou 派字歌, pàizì gē) propre à chaque lignée. Bien qu'il puisse avoir une fonction mnémotechnique, ces poèmes peuvent varier en longueur d'une douzaine de caractères à des centaines de caractères. Chaque caractère successif devient le nom de génération des générations successives. Une fois le dernier caractère du poème atteint, le poème est généralement recyclé, bien qu'il puisse parfois être prolongé.
Les poèmes de génération étaient généralement composés par un comité d'anciens de la famille chaque fois qu'une nouvelle lignée était établie par émigration géographique ou élévation sociale. Ainsi, les familles partageant un poème de génération commun sont considérées comme partageant également un ancêtre commun et sont originaires d'un lieu géographique commun.
Des exemples importants sont les poèmes de génération des descendants des Quatre Sages (Confucius, Mencius, Yan Hui, Zengzi) : les familles Kong, Meng, Yan et Zeng (les Quatre Familles, 四氏). Pendant la dynastie Ming, l'empereur Jianwen respectait tellement Confucius et Mencius qu'il honora leurs familles avec des poèmes de génération. Ces poèmes de génération ont été étendus avec la permission de l'empereur Chongzhen de la dynastie Ming, de l'empereur Tongzhi de la dynastie Qing et du ministère de l'Intérieur du gouvernement de Beiyang.

« 希言公彥承，宏聞貞尚衍；

興毓傳繼廣，昭憲慶繁祥；

令德維垂佑，欽紹念顯揚；

建道敦安定，懋修肇彝常；

裕文煥景瑞，永錫世緒昌。 »

Le poème de génération utilisé par la Maison de Zhao de la dynastie Song était « 若夫，元德允克、令德宜崇、師古希孟、時順光宗、良友彥士、登汝必公、不惟世子、與善之從、伯仲叔季、承嗣由同。» ,,. Les 42 caractères ont été divisés en trois groupes de 14 pour la progéniture de Song Taizu et de ses deux frères.
Un autre poème de génération notable est le Đế hệ thi (帝係詩, « Poème des générations de la famille impériale ») de la dynastie Nguyễn, créé par l'empereur Minh Mạng.

## Pratique
Les noms de génération peuvent être le premier ou le deuxième caractère d'un nom donné, et normalement cette position est maintenue cohérente pour la lignée associée. Cependant, certaines lignées alternent sa position de génération en génération. C'est assez courant pour les noms coréens. Parfois, les lignées partagent également le même radical dans le nom de non-génération.
Une coutume connexe est la pratique de nommer deux enfants à partir des caractères d'un mot commun. En chinois, la plupart des mots sont composés de deux caractères ou plus. Par exemple, en séparant le mot 健康 (jiàn-kāng, « santé »), la famille Wang pourrait nommer un fils Wáng Jiàn (王健) et l'autre Wáng Kāng (王康). Un autre exemple serait 美丽 (měi-lì, « beau, belle »). Les filles des Zhou pourraient s'appeler Zhōu Měi (周美) et Zhōu Lì (周丽).
Outre la majorité Han, les Hui (groupe ethnico-culturel musulman de Chine) a également largement employé des noms de génération, qu'ils appellent lunzi paibie : par exemple, dans la famille Na, les cinq générations les plus récentes utilisaient les caractères Wan, Yu, Zhang, Dian et Hong. Cette pratique s'estompe lentement depuis que le gouvernement a commencé à tenir des registres publics de généalogie.
Le peuple yao du Guangdong a également adopté le système de noms chinois, mais avec des extensions appelées « noms de sous-famille » pour indiquer les branches. Certains groupes ont plus récemment (vers la dynastie Song) adopté le système de noms de génération avec peu de modifications.

## Exemple
Ce qui suit est une famille fictive pour illustrer comment les noms de génération sont utilisés.
| Membre de la famille | Forme chinoise | Forme chinoise    | Forme chinoise | Nom complet |
| Membre de la famille | Nom de famille | Nom de génération | Prénom         | Nom complet |
| -------------------- | -------------- | ----------------- | -------------- | ----------- |
| Père                 | Li             | Yu                | Feng           | Li Yufeng   |
| Frère du père        | Li             | Yu                | Yan            | Li Yuyan    |
| Mère                 | Wang           | De                | Mei            | Wang Demei  |
| Frère de la mère     | Wang           | De                | Song           | Wang Desong |
| Premier enfant       | Li             | Wen               | Long           | Li Wenlong  |
| Deuxième enfant      | Li             | Wen               | feng           | Li Wenfeng  |
| Troisième enfant     | Li             | Wen               | Ping           | Li Wenpeng  |

|                    |                    |                    |                    |                    |                    |                   |                   |                   |                   |                   |                   |                   |                   |                   |                   |                   |                   |                  |                  |                   |                   |                   |                   |                   |                   |                 |                 |                 |                 |  |  |
|                    |                    |                    |                    |                    |                    |                   |                   |                   |                   |                   |                   |                   |                   |                   |                   |                   |                   |                  |                  |                   |                   |                   |                   |                   |                   |                 |                 |                 |                 |  |  |
| Wang Desong 王德松 | Wang Desong 王德松 | Wang Desong 王德松 | Wang Desong 王德松 | Wang Desong 王德松 | Wang Desong 王德松 |                   |                   | Wang Demei 王德梅 | Wang Demei 王德梅 | Wang Demei 王德梅 | Wang Demei 王德梅 | Wang Demei 王德梅 | Wang Demei 王德梅 |                   |                   | Li Yufeng 李裕峰  | Li Yufeng 李裕峰  | Li Yufeng 李裕峰 | Li Yufeng 李裕峰 | Li Yufeng 李裕峰  | Li Yufeng 李裕峰  |                   |                   | Li Yuyan 李裕岩   | Li Yuyan 李裕岩   | Li Yuyan 李裕岩 | Li Yuyan 李裕岩 | Li Yuyan 李裕岩 | Li Yuyan 李裕岩 |  |  |
| Wang Desong 王德松 | Wang Desong 王德松 | Wang Desong 王德松 | Wang Desong 王德松 | Wang Desong 王德松 | Wang Desong 王德松 |                   |                   | Wang Demei 王德梅 | Wang Demei 王德梅 | Wang Demei 王德梅 | Wang Demei 王德梅 | Wang Demei 王德梅 | Wang Demei 王德梅 |                   |                   | Li Yufeng 李裕峰  | Li Yufeng 李裕峰  | Li Yufeng 李裕峰 | Li Yufeng 李裕峰 | Li Yufeng 李裕峰  | Li Yufeng 李裕峰  |                   |                   | Li Yuyan 李裕岩   | Li Yuyan 李裕岩   | Li Yuyan 李裕岩 | Li Yuyan 李裕岩 | Li Yuyan 李裕岩 | Li Yuyan 李裕岩 |  |  |
|                    |                    |                    |                    |                    |                    |                   |                   |                   |                   |                   |                   |                   |                   |                   |                   |                   |                   |                  |                  |                   |                   |                   |                   |                   |                   |                 |                 |                 |                 |  |  |
|                    |                    |                    |                    |                    |                    |                   |                   |                   |                   |                   |                   |                   |                   |                   |                   |                   |                   |                  |                  |                   |                   |                   |                   |                   |                   |                 |                 |                 |                 |  |  |
|                    |                    |                    |                    | Li Wenlong 李文龍  | Li Wenlong 李文龍  | Li Wenlong 李文龍 | Li Wenlong 李文龍 | Li Wenlong 李文龍 | Li Wenlong 李文龍 |                   |                   | Li Wenfeng 李文鳳 | Li Wenfeng 李文鳳 | Li Wenfeng 李文鳳 | Li Wenfeng 李文鳳 | Li Wenfeng 李文鳳 | Li Wenfeng 李文鳳 |                  |                  | Li Wenpeng 李文鵬 | Li Wenpeng 李文鵬 | Li Wenpeng 李文鵬 | Li Wenpeng 李文鵬 | Li Wenpeng 李文鵬 | Li Wenpeng 李文鵬 |                 |                 |                 |                 |  |  |

## Caractère d'affiliation
Au lieu d'une génération biologique, le caractère peut être utilisé comme indicateur d'ancienneté et de groupes de pairs dans les lignées religieuses. Ainsi, dans les cercles bouddhistes laïcs des époques Song et Yuan, il pouvait s'agir de Dào (道, « dharma »), Zhì (智, « prajñā, sagesse »), Yuán (圓, « complet, englobant tout » ), Pǔ (普, « universel »), Jué (覺, « bodhi, illumination »), Shàn (善, « habile, vertueux » ). Les caractères montraient leur appartenance à un groupe dévotionnel avec un statut social proche de celui de la famille. Le caractère d'affiliation Miào (妙, « profond, merveilleux ») était généralement utilisé par les femmes, les reliant à Guanyin, car Miàoshàn (妙善) était son nom à la naissance.
De la même manière, prononcer les vœux monastiques signifiait la rupture avec la lignée familiale, ce qui se manifestait par l'application du patronyme bouddhiste Shì (釋, Thích au Vietnam) dans son nom de dharma, le premier caractère du titre de Gautama Bouddha en chinois. : Shìjiāmóuní (釋迦牟尼, « Śākyamuni », lit. « Sage des Śakyas »).